# Phenol formaldehyde
Keo phenol formaldehyde (keo PF) là polyme tổng hợp từ phenol hoặc chất thay thế của phenol hóa hợp với formaldehyde.